# Wismar
La ciudad hanseática de Wismar (pronunciación en alemán: /ˈvɪsmaʁ/ⓘ) es la ciudad capital del distrito de Mecklemburgo Noroccidental, en el estado federado de Mecklemburgo-Pomerania Occidental, Alemania. Está situada a orillas del mar Báltico en la bahía de Wismar, que goza de la protección de la isla de Poel. Según datos de 2018, la ciudad contaba con una población de 42 550 personas.
Wismar es una de las seis ciudades hanseáticas que conserva Alemania. La ciudad pasó a formar parte del Imperio sueco después de la guerra de los Treinta Años y contribuyó al desarrollo del arte militar a lo largo de los siglos XVII y XVIII. Junto con Stralsund ambas ciudades contribuyeron al auge de la construcción de edificios del “gótico de ladrillo” de la región del Báltico. La ciudad ha conservado su puerto y canal medievales pese ha haber sido bombardeada en 12 ocasiones durante la Segunda Guerra Mundial, un episodio de cuya devastación aún hoy se pueden contemplar algunos trazos.
El centro histórico de la ciudad fue declarado Patrimonio de la Humanidad por la Unesco en 2002 junto con el centro histórico de Stralsund, destacando los edificios de ladrillo en estilo gótico báltico de ambas ciudades.

## Toponimia
El origen exacto del nombre de la ciudad de Wismar sigue siendo desconocido. Se menciona como una posibilidad, de que proviene de la derivación del nombre eslavo del terrateniente del territorio, que fue conocido primeramente como lugar de Vysěmêr. A partir de 1229 el nombre del asentamiento fue cambiando de Wyssemaria, a Wissemaria y finalmente, a partir de 1246, a Wismeria.
El nombre Wizmar es mencionado en la Saga Knýtlinga que fue escrita en 1260 en Islandia. En ella se menciona que el rey Svend III de Dinamarca había hecho tierra en Wizmar Havn (Bahía de Wizmar) en 1147. Este evento es, sin embargo, probablemente apócrifo.

## Historia
Debido a su favorable situación geográfica, la región de la actual ciudad de Wismar ha sido por miles de años territorio de asentamientos. Esto ha sido confirmado por varios descubrimientos arqueológicos recientes. Cuando los pueblos germánicos migraron del lugar durante el periodo de las invasiones bárbaras, la región fue ocupada por las tribus eslavas de los abroditas hasta fines del siglo X.
La fundación de la ciudad, aproximadamente en 1226, se atribuye al príncipe Enrique Borwin I de Mecklemburgo. Las personas radicadas en el lugar eran según estudios de sus apellidos, provenientes de Holstein, Westfalia, Baja Sajonia y el Margraviato de Brandeburgo. En 1229 Wismar es mencionada por primera vez en documentos oficiales y ese mismo año obtiene su constitución cívica basada en la Ley de Lubeca.
Los asentamientos individuales de Santa María y San Nicolás crecieron hasta convertirse en uno solo en 1238. Debido a la creciente inmigración, se creó en 1250 la "nueva ciudad" de San Jorge. Estos asentamientos estaban localizados en los mismos lugares donde hoy en día están localizadas las iglesias de los mismos nombres. La ciudad se convirtió en sede de dos órdenes mendicantes; los franciscanos observantes llegaron en 1251 y los dominicos en 1276. Con esto terminó el primer periodo de asentamiento en Wismar. La ciudad erigió murallas que hoy delinean la ciudad vieja.

### Wismar en la época de Liga la Hanseática
Pocos años después de su fundación, Wismar se convirtió en miembro de la Liga Hanseática. Junto con las ciudades de Kiel, Rostock, Lübeck y Stralsund, Wismar formó parte de la llamada "confederación wenda de ciudades" dentro de la Liga. El 6 de septiembre de 1259 se reunieron en Wismar los enviados de Lübeck y Rostock para cerrar un acuerdo de protección mutua contra la creciente piratería. Esto dio el impulso necesario para el rápido crecimiento económico de la "confederación wenda" de ciudades y con ello Wismar pasó a ser un importante miembro de la Hansa. Esta tradición hanseática es palpable hasta el día de hoy.
El príncipe Juan I de Mecklemburgo trasladó su residencia a las afueras de la ciudad en 1257 y la próspera ciudad de Wismar siguió siendo residencia de los príncipes de Mecklemburgo hasta 1358. Con los acuerdos de libre paso de Rostock en 1283, la cooperación con las "ciudades wendas" de la Liga mejoró considerablemente. Después del gran incendio de 1267 la ciudad fue reconstruida con muchas casas de ladrillo, que reflejaban el poderío económico de la ciudad. La creciente confianza propia de los ciudadanos se vio demostrada en la rebelión de 1310, que se originó cuando los ciudadanos de Wismar rehusaron organizar la fiesta de boda de la hija del príncipe Enrique II de Mecklemburgo.
En 1350 la peste negra alcanzó la ciudad y más de 2000 ciudadanos murieron de la enfermedad. En las confrontaciones bélicas de la Liga Hanseática contra Dinamarca, Wismar estaba del lado de las "ciudades wendas". Poco después del Tratado de Stralsund, el emperador Carlos IV de Luxemburgo visitó la ciudad proveniente de Lubeca y se le dio una gran recepción.
En el siglo XIV, Wismar formaba parte de las ciudades hanseáticas que participaban en las guerras de su dominio báltico contra Dinamarca.
Al comienzo del siglo XV hubo disturbios cuando los gremios de artesanos de la ciudad quisieron instaurar un nuevo consejo en oposición al Consejo de los patricios de la ciudad después de la derrota hanseática en la batalla del Sund durante la guerra contra la Unión de Kalmar.
La Reforma protestante comenzó en Wismar con los franciscanos, cuando el monje Heinrich Never adoptó de forma tempranera la doctrina luterana. Alrededor de esta época se estableció la primera comunidad anabaptista de la ciudad, a cuyas reuniones asistió Menno Simons. A pesar del mandato contra los anabaptistas de 1555, algunos permanecieron en Wismar.

### Bajo el dominio sueco

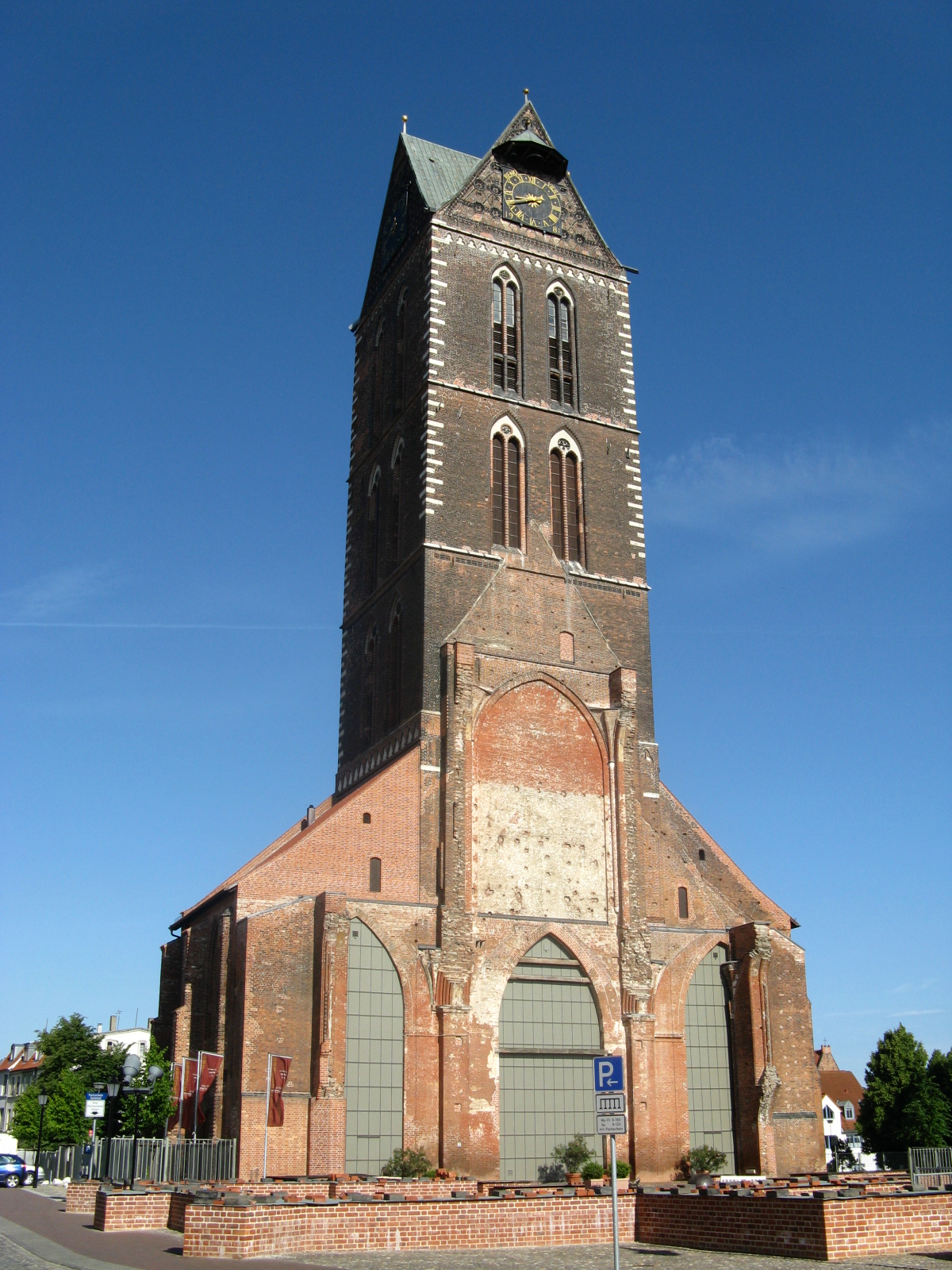
La torre de la iglesia de Santa María.

Los suecos conquistaron Wismar en 1632 durante la guerra de los Treinta Años. Durante esta guerra, el Imperio sueco obtuvo un extenso control de los territorios en la costa sur del mar báltico. Con la Paz de Westfalia, tanto Wismar como la isla de Poel pasaron a la Corona sueca. La ciudad rápidamente se convirtió en el centro administrativo de los territorios alemanes de Suecia. A partir de 1653 fue la sede del Tribunal Supremo para todos los territorios suecos en el báltico sur, a los que también pertenecían la diócesis de Verden (hasta 1712) y la Pomerania Sueca (hasta 1815).
Durante la Guerra Escanesa, Wismar fue conquistada por las tropas danesas. Permaneció ocupada por ellas desde diciembre de 1675 hasta noviembre de 1680, cuando fue recuperada para Suecia por el conde Königsmarck. Este evento condujo a que los suecos mejorasen las fortificaciones del puerto de la ciudad hasta convertirlas en una de las mejores de Europa.
En diciembre de 1711 la batalla de Lübow, entre fuerzas danesas y suecas, tuvo lugar a las puertas de la ciudad en el marco de la Gran Guerra del Norte. El 19 de abril de 1716 la ciudad fue ocupada por las tropas pruso-danesas luego de un asedio de casi un año. Tras la derrota de los suecos en la Gran Guerra del Norte, las fortificaciones de la ciudad fueron desmanteladas.
El dominio sueco sobre Wismar terminó en 1803, cuando mediante el Tratado de Malmö, Suecia le cedió el territorio al Gran Ducado de Mecklemburgo-Schwerin por 99 años como garantía de un préstamo de 1 258 000 Riksdaler. Wismar y los territorios adyacentes no pasaron a formar parte del Imperio alemán de forma oficial hasta 1903, cuando Suecia renunció oficialmente a su derecho sobre ellos y no pagó el préstamo.

### Eras moderna y contemporánea
Durante la Revolución de 1830 hubo disturbios en la ciudad que fueron liderados por el abogado Christian Düberg. Los disturbios fueron resueltos con una mezcla de reformas y de intervenciones militares. Como resultado la ciudad obtuvo una nueva constitución en diciembre de ese año. En 1848 se construyó la línea de ferrocarril a Schwerin y en 1883 la línea a Rostock. En 1881 Rudolf Karstadt abrió una tienda de ropa en la ciudad, que con el tiempo se desarrollaría en la actual cadena de grandes almacenes Karstadt.
Wismar fue bombardeada doce veces durante la Segunda Guerra Mundial y resultó fuertemente dañada. La fábrica de aviones Dornier Flugzeugwerke y una importante fábrica de vagones de tren estaban localizadas en la ciudad. Ambas fábricas utilizaban prisioneros de guerra como trabajadores forzados. El ataque experimental de la Real Fuerza Aérea británica con diez bombarderos De Havilland Mosquito de la noche del 14 al 15 de abril de 1945 fue especialmente destructivo. Se utilizaron poderosas bombas blockbuster que destruyeron las iglesias de San Jorge y Santa María, lo mismo que muchos edificios del "distrito gótico" de la ciudad.
La ciudad fue ocupada sin resistencia por tropas británicas el 2 de mayo de 1945, pero debido a los acuerdos de la Conferencia de Yalta, la ciudad paso al ejército rojo el primero de julio de ese mismo año. Wismar quedó dentro de la zona de ocupación soviética y como tal pasó a ser parte de Alemania Oriental.
Luego de la reunificación alemana, la ciudad de Wismar abrazó nuevamente sus raíces hanseáticas y el 18 de enero de 1990 el consejo de la ciudad acordó cambiar el nombre de la ciudad oficialmente a "Ciudad hanseática de Wismar" (Hansenstadt Wismar).

## Gobierno y política
El Consejo municipal consta de 37 escaños. En 2009 el SPD proporcionó 13 escaños, la CDU 8, Die Linke 7, FDP 4 y los escaños del grupo de ciudadanos 3. Otro asiento fue para el solicitante individual Wilfried Boldt. En las elecciones locales del 25 de mayo de 2014, el SPD se convirtió en el grupo parlamentario más fuerte con 11 mandatos.

## Demografía
En 1989, la población de la ciudad de Wismar alcanzó su máximo histórico con más de 58 000 habitantes. Mientras tanto, sin embargo, la población ha disminuido considerablemente nuevamente. Desde la reunificación alemana, la ciudad ha perdido unos 13 000 habitantes debido a algunos años de alto desempleo y la tasa de natalidad disminuyó hasta 2005. A finales de septiembre de 2005, 45 502 personas tenían su residencia principal vivían en Wismar, según la Oficina de Estadística de Mecklemburgo-Pomerania Occidental.

## Economía
La economía de Wismar fue impactada de forma desfavorable por la reunificación alemana en 1990. Con una tasa de desempleo de 13.9 %, tiene una tasa de desempleo mayor al promedio del estado de Mecklemburgo-Pomerania Occidental y mucho mayor a la de Alemania en general. La industria naval y la de la madera son las más importantes. El mayor empleador de Wismar es el astillero naval Nordic Yards con más de 600 empleados.
El desarrollo positivo de la industria turística continuó en 2012, cuando se estableció un nuevo récord de visitantes. Este crecimiento se atribuye en parte al nombramiento de la ciudad como Patrimonio de la Humanidad, pero también gracias a la popularidad en Alemania de la serie de televisión policíaca SOKO Wismar. Hay un total de 1624 camas de hotel en la ciudad.

## Centro histórico
El centro histórico de la ciudad fue declarado Patrimonio de la Humanidad por la Unesco en 2002. Las principales atracciones turísticas se concentran en la ciudad vieja. El punto central es la plaza del Mercado, una de las plazas más grandes de toda Europa que mide 100 x 100 metros.

### La "Fuente de agua de Wismar"

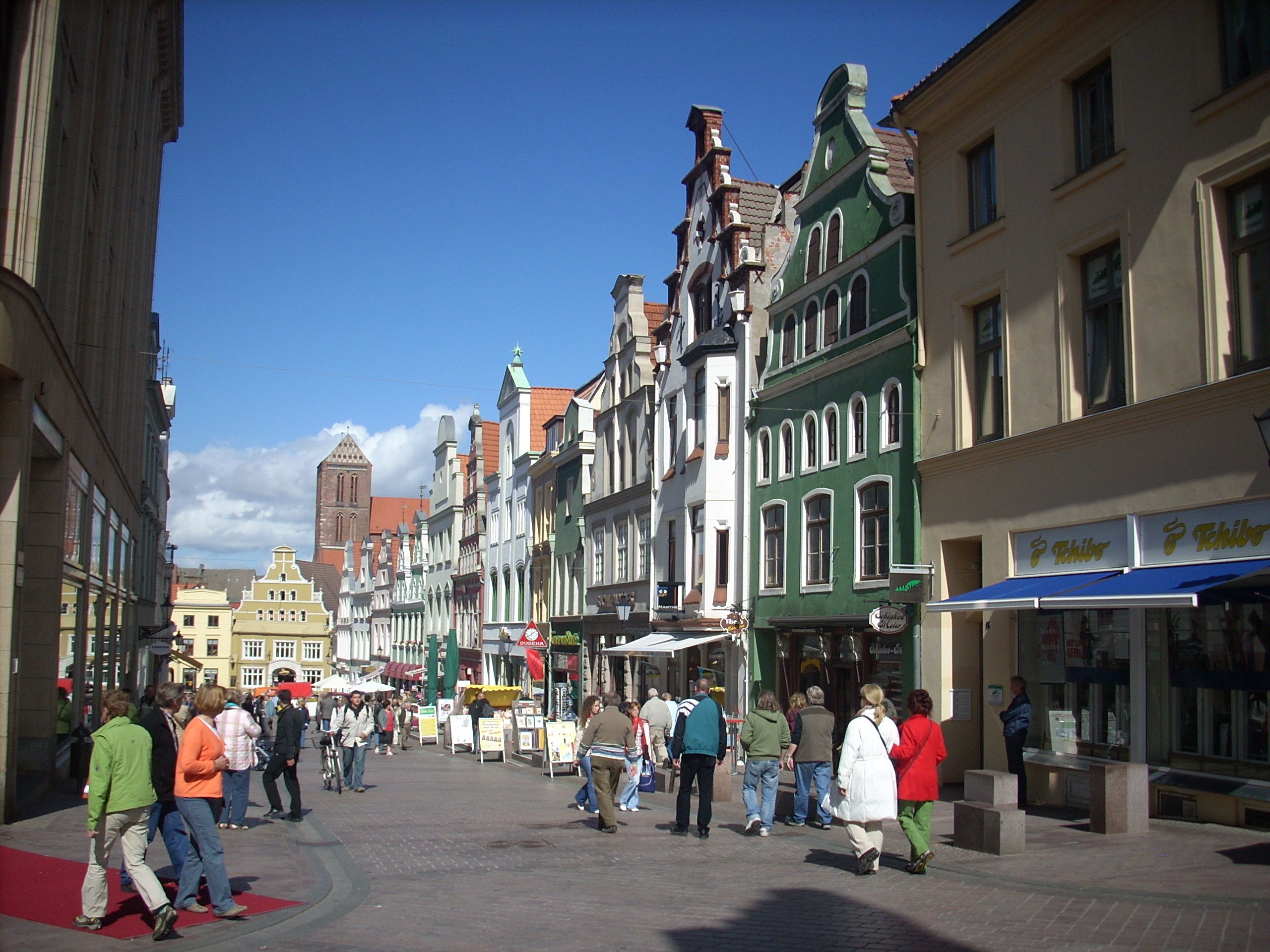
Vista de la Krämerstrasse.

En la plaza del Mercado se encuentra la "Fuente de agua de Wismar" (Wasserkunt Wismar) que se ha convertido en el símbolo de la ciudad. La fuente está construida en un elaborado estilo renacentista neerlandés en forma de un dodecágono hecho con piedra caliza, hierro forjado y con un techo de cobre rematado con una linterna. El cobre del techo ha adquirido una rica pátina verdigrís con el paso del tiempo.
La fuente fue construida para resolver el problema del insuficiente abastecimiento de agua de la ciudad. La realización del plan duró de 1579 a 1602, cuando la fuente alcanzó su forma actual. La construcción, hecha según los planes del arquitecto neerlandés Phillip Brandin, se vio retrasada varias veces por problemas en el presupuesto. Una vez terminada, la fuente abastecía de agua a unas 220 casas por medio de un sistema de tuberías.
La "Fuente de agua de Wismar" continuó siendo parte del sistema municipal de abastecimiento de agua de la ciudad hasta 1897, cuando fue sustituida por un sistema más moderno.
En el lado oeste de la fuente había originalmente dos figuras de bronce que servían como tomas de agua. Eran llamadas "Nix y Nixe" o más popularmente "Adán y Eva", pero también eran conocidas como "el señor y la señora hoyo", probablemente debido al comprometedor lugar de donde salía el agua. Los mojigatos concejales de la ciudad mandaron quitar ambas esculturas y estas fueron guardadas en el museo de la ciudad. En 1998 se instalaron copias no funcionales de ambas esculturas en la fuente.

### Alrededores de la plaza del Mercado
En la plaza se encuentra también el ayuntamiento de la ciudad, un edificio en estilo neoclásico construido entre 1817 y 1819 por el arquitecto Johann Georg Barca.
Otro edificio en la plaza es la antigua casa burguesa conocida como Alte Schwede ("Viejo sueco") hecha de ladrillo en estilo gótico báltico.
El edificio conocido como Schabbellhaus, que hoy sirve como museo de la ciudad, fue construido entre 1569 y 1571 como la casa del futuro burgomaestre de la ciudad, Hinrich Schabbell. La casa es de estilo renacentista neerlandés y su arquitecto fue el mismo Phillip Brandin que hizo los planes de la "Fuente de agua de Wismar".

### Iglesias de la ciudad
De las tres iglesias principales de la ciudad, solo la iglesia de San Nicolás (Nikolaikirche) se conserva más o menos intacta. La torre de la iglesia de Santa María (Marienkirche) es la única estructura del gótico báltico, original del siglo XIII, que queda. Durante la Segunda Guerra Mundial la iglesia fue fuertemente dañada y las autoridades comunistas de Alemania Oriental decidieron demoler la nave de la iglesia, en vez de reconstruirla. La torre de 82.5 metros de altura, se conservó debido a su significado como punto de referencia marítimo. La iglesia de San Jorge (Georgenkirche) que había sido fuertemente dañada durante la guerra, fue reparada y reconstruida a partir de 1990, tras la reunificación alemana.

## Entretenimiento
Durante el "Festival de Música de Mecklemburgo-Pomerania Occidental", que se realiza anualmente desde 1990, se ofrecen muchos conciertos y recitales en la ciudad. Por otra parte, en las iglesias de la ciudad está activa la Wismar Kantorei, una agrupación coral fundada en 1975, que además de un coro de adultos, cuenta con coros juveniles y coros de niños.
La ciudad sirvió de escenario, con el nombre de "Wisborg", en la clásica película muda, Nosferatu, eine Symphonie des Grauens y en su posterior adaptación del director Werner Herzog. Además desde 2004 la serie de televisión policíaca alemana "SOKO Wismar" se filma en gran parte en Wismar y sus alrededores.